# بام بام
بام بام (بالتايلندية: กันต์พิมุกต์ ภูวกุล)‏ (بالتايلندية: กันต์พิมุกต์ ภูวกุล) مواليد 2 مايو 1997 في تايلاند، هو مغني تايلندي بدأ مسيرته الفنية عام 2014.
وهو كذلك عضو في فرقة قوت سفن.

## 2014: الترسيم الكوري مع جوت سفن
أصبح متدرباً لدى شركة جاي واي بي إنترتينمنت، لحوالي ثلاثة سنوات ونصف قبل أن يتم ترسيمه في جوت سفن.

## روابط خارجية
- بام بام على موقع IMDb (الإنجليزية)
- بام بام على موقع ميوزك برينز (الإنجليزية)
- بام بام على موقع ديسكوغز (الإنجليزية)
- بام بام على موقع قاعدة بيانات الفيلم (الإنجليزية)